# Aeroportul Internațional Piedmont Triad
Aeroportul Internațional Piedmont Triad (IATA: GSO, ICAO: KGSO, FAA LID: GSO) este un aeroport din Carolina de Nord, Statele Unite ale Americii ce deservește zona Greensboro. Aeroportul a fost tranzitat în 2019 de 2.153.752 de pasageri. A fost deschis în 1927.
Situat la o altitudine de 282 m, aeroportul dispune de 3 piste.

## Infrastructură

### Piste
Aeroportul dispune de 3 piste: 
- pista 05L/23R din asfalt, cu dimensiunile 9.000 picioare × 150 picioare
- pista 05R/23L din asfalt, cu dimensiunile 10.001 picioare × 150 picioare
- pista 14/32 din asfalt, cu dimensiunile 6.380 picioare × 150 picioare